# Cabo da Roca
Cabo da Roca (hrvatski: Stjenoviti rt) ili Focinho Da Rosa (Crveni nos) je najzapadnija točka Europe i Portugala
Taj rt visok 144 metra danas je popularno turističko odredište, na platou rta nalazi se nalazi kameni obelisk s pločom na kojoj su upisane zemljopisne koordinate (38°47′N 9°30′W / 38.783°N 9.500°W), svjetionik iz 18. st. i prodavanica suvenira.

## Cabo da Roca u povijesti
Rimljani su taj rt zvali Promontorium Magnum, a u doba Velikih zemljopisnih otkrića tadašnji mornari zvali su ga Lisabonska stijena ili Lisabonski rt.
U 16. st. portugalski pjesnik Luís de Camões opjevao je Cabo kao mjesto gdje zemlja završava i počinje more (portugalski: Onde a terra se acaba e o mar começa).

## Zemljopisne karakteristike
Rt se nalazi u Parku prirode Sintra-Cascais, 42 km sjeverozapadno od Lisabona, 18 km sjeverozapadno od Sintre i 15 km sjeveroistočno od Cascaisa. Rt je kraj Masiva Sintra, kojeg su oceanski valovi abrazijom pretvorili u klif.
Taj dio obale je mješavina pješčanih plaža i stjenovitih litica, koje su oko samog rta Cabo da Roca više od 100 metara. Oko samog rta geomorfološki sastav stijena je od gabra, diorita, vulkanskog breča i granita.
Veći dio vegetacije na rtu je nisko raslinje koje se prilagodilo silnim vjetrovima sa slanom vodom s oceana. Nekoć je tu raslo drugačije i raznovrsnije bilje, danas veći dio platoa prekriva zeljasta biljka karlobrotus (Carpobrótus édulis) zvan kisela smokva ili podnevi cvijet iz Južne Afrike koja se nevjerojatno brzo i agresivno širi, od kad su je prije nekoliko desetljeća zasadili lokalni stanovnici.
Po zaštićenijim stijenama Cabo da Roca gnijezde se brojne ptice selice.

## Vanjske poveznice
- Cabo da Roca (port.)
- Panoramska fotografija Cabo da Roca  Arhivirana inačica izvorne stranice od 23. kolovoza 2011. (Wayback Machine)